# Chiesa del Santissimo Crocifisso (Barcellona Pozzo di Gotto)
La chiesa del Santissimo Crocifisso è una rettoria che sorge nel quartiere San Giovanni, appartenente all'arcidiocesi di Messina-Lipari-Santa Lucia del Mela, vicariato di Barcellona Pozzo di Gotto sotto il patrocinio di San Sebastiano, arcipretura di Barcellona Pozzo di Gotto, parrocchia di San Giovanni Battista.

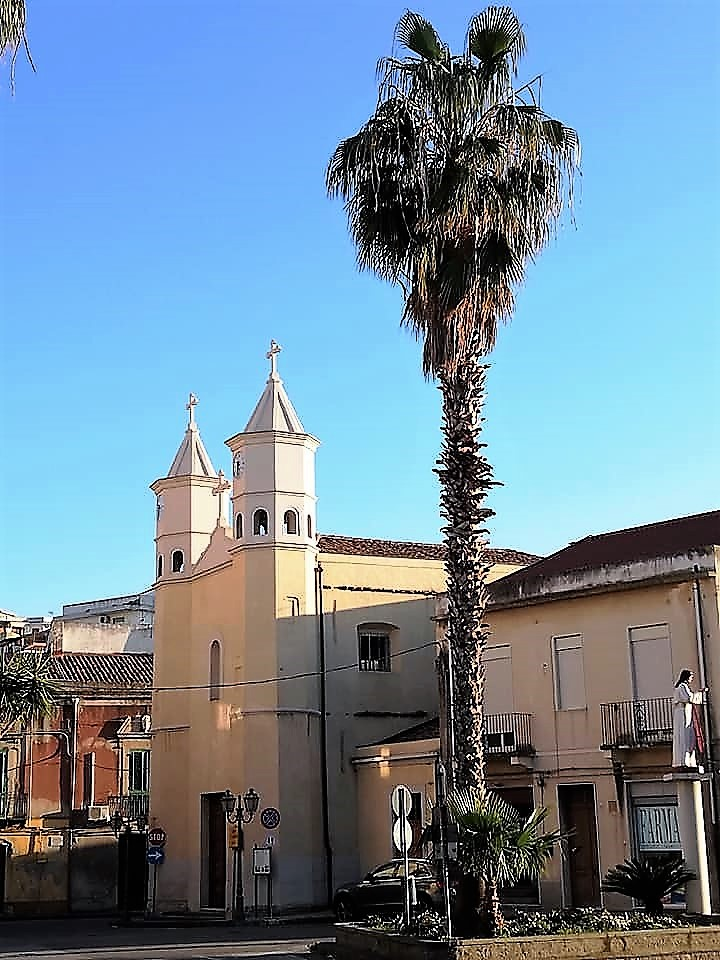
Chiesa del Santissimo Crocifisso.

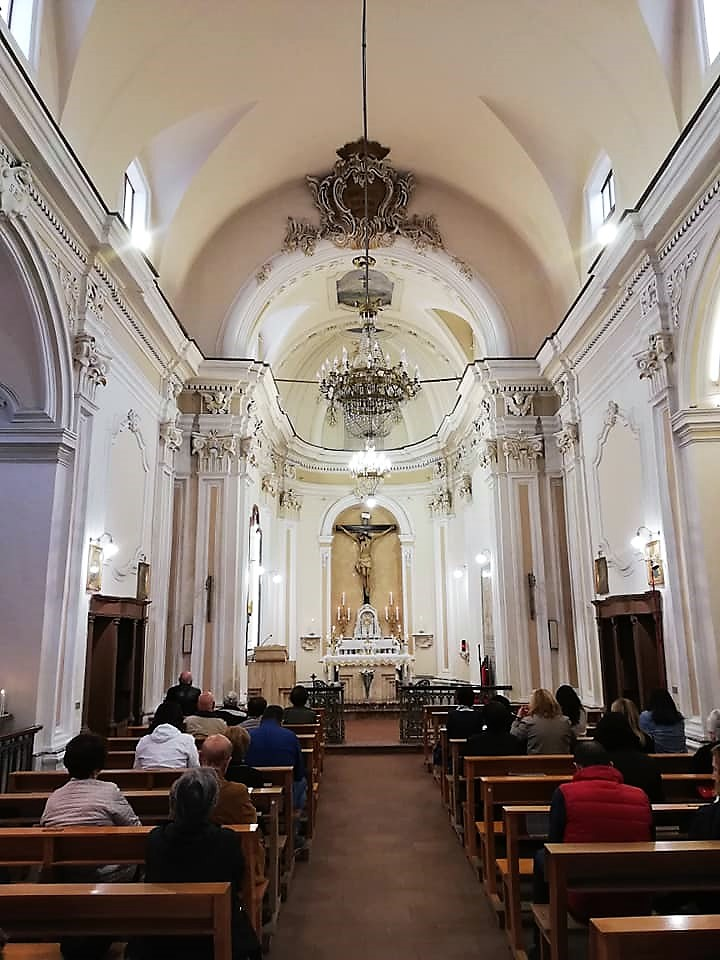
Navata.

## Storia

### Epoca spagnola
Nell'epoca della fondazione si assiste al parziale spopolamento della città demaniale di Castroreale. Lo sfruttamento delle vaste aree nella piana nella porzione di territorio compresa tra Milazzo e Patti., lo sviluppo di una nuova rete di comunicazioni che garantivano migliori e più veloci collegamenti determina il popolamento dei fondachi nelle zone pianeggianti, dei caricamenti in prossimità delle rade che assicuravano attracchi e approdi sicuri.
Il tempio è edificato il 18 dicembre 1663 per disposizione di don Tommaso Cocuzza da Castroreale, con testamento la dotò di beni e vi fondò un beneficio per celebrazione di Sante Messe, dapprima come cappellania laicale, in seguito come rettoria con diritto di eleggere il proprio cappellano.

### Epoca unitaria
I beni di cui la chiesa era stata dotata dal fondatore, per le leggi eversive del 1866, furono incamerati dallo stato a seguito della sentenza definitiva del tribunale di appello di Messina del 7 dicembre 1897.

### Epoca contemporanea
Lavori di restauro periodi 1949 - 1950 e 1952 - 1954 con finanziamenti e sovvenzioni del Genio Civile di Messina per danni bellici.
Lavori di restauro 1980 - 1982 con finanziamento di pronto intervento dell'Assessorato Regionale dei Beni Culturali volti a migliorare le precarie condizioni di stabilità delle originarie due cupolette di stile arabo, ottimizzazione degli spazi, collocazione dell'orologio da torre.

## Esterno
Il prospetto comprendente due campanili laterali gemelli è un elemento comune all'architettura della chiesa di San Giovanni Battista (1635), chiesa dell'Immacolata (1750), chiesa di Maria Santissima del Tindari (1761) e al primitivo prospetto della chiesa del Carmine.
Le due torrette sul prospetto, in origine recanti cupolette di stile arabo, dopo gli interventi del 1954 presentano delle coperture a cuspide piramidale con base ottagonale e croce apicale.

## Interno
Impianto a navata unica con altari addossati alle pareti laterali. Arco trionfale, cornicione con apparato decorativo in stucco.

### Parete destra
- Arcata: Cappella della Vergine del Rosario di Pompei. Profonda nicchia ospitante altare in marmo, sulla mensa dietro il tabernacolo è ospitato il gruppo raffigurante la Vergine del Rosario di Pompei, opera del 1952.
- Confessionali lignei.

### Parete sinistra
- Arcata: Cappella di Santa Rita da Cascia. Profonda nicchia ospitante altare in marmo, sul tabernacolo è ospitata la statua raffigurante la Santa Rita da Cascia, scultura lignea del 1946, opera firmata e datata dallo scultore Salvatore Crinò di Barcellona.
- Confessionali lignei.

### Presbiterio
Altare versus populum in marmo di recente realizzazione. Nella nicchia parietale è custodito il Crocifisso citato nel 1731 dall'arciprete di Castroreale Giovanni Cutrupia - nella ricognizione effettuata nel comprensorio su richiesta di monsignor Tommaso Vidal y de Nin, arcivescovo di Messina - come esistente sull'unico altare della chiesa, è pertanto verosimile che si trovasse già da tempo al suo posto, quando nel 1705, fu istituita la confraternita dello stesso titolo.
- Nicchia destra: lapide sepolcrale in marmi mischi di Francesca Moleti e de Gregorio.
- Nicchia sinistra: San Nicola di Bari, statua raffigurante il primitivo patrono di Barcellona Pozzo di Gotto.

## Confraternita del Santissimo Crocifisso
- 2 giugno 1705, fondazione del sodalizio. In epoca unitaria - dopo l'emanazione delle leggi eversive - per evitare la cessazione fu allargata l'ammissione ad ogni classe e condizione sociale. Il provvedimento scongiurò la soppressione della confraternita e consentì la riapertura al culto dell'edificio.